# Södra Bohuslän

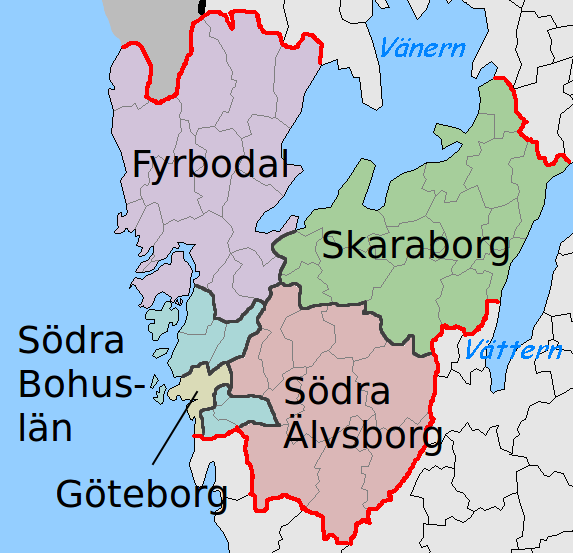
Primärvårdsenheter i Västra Götaland

Södra Bohuslän var det namn Västra Götalandsregionen använde för att beskriva den primärvårdsförvaltning som har ansvar för invånarna i kommunerna Ale, Härryda, Kungälv, Mölndal, Partille och Öckerö.
Stenungsund lämnade i början av 2023 och Tjörn valde att lämna samarbetet under juli 2024.
Namnet Södra Bohuslän kan upplevas som missvisande då Ale, Härryda, Mölndal och Partille, hälften av kommunerna, inte ligger i landskapet Bohuslän utan i Västergötland. Namnet skall i detta fall dock inte härledas till landskapet, utan till att det representerar den södra delen av det tidigare Bohuslandstinget, den landstingsorganisation som fanns i Göteborgs och Bohus län före sammanslagningen till Västra Götalands län. Ale kommun hade dock inte tillhört vare sig Bohuslän eller Bohuslandstinget, utan till landstinget i Älvsborgs län.